# Cabo Apostolos Andreas
Cabo Apostolos Andreas (en griego: Ακρωτήριο Αποστόλου Ανδρέα, que quiere decir Cabo San Andrés y en turco: Zafer Burnu; que quiere decir Cabo Victoria) es el punto más al noreste (promontorio) de la isla mediterránea de Chipre. Se encuentra en la punta del dedo como la península de Karpass.
El famoso monasterio Apostolos Andreas se encuentra justo al sur del mismo promontorio.